# Muzeum Chiado

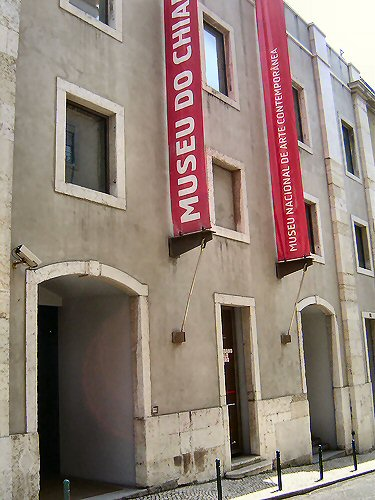
Budynek muzeum

Muzeum Chiado (port. Museu do Chiado) – muzeum sztuki znajdujące się w Lizbonie, w dzielnicy Chiado. Powstało w 1911 roku i zostało ponownie otwarte w 1994 roku.
Muzeum gromadzi sztukę z okresu między 1850 a 1950, z dziełami czołowych portugalskich artystów tego okresu, a także niektórych artystów zagranicznych. Posiada najlepszą kolekcję malarstwa i rzeźby portugalskiej z okresu romantyzmu, naturalizmu i sztuki nowoczesnej.
Wśród artystów reprezentowani są António Silva Porto, António Carneiro, António Soares dos Reis, Miguel Ângelo Lupi, Columbano Bordallo Pinheiro, Amadeo de Souza Cardoso, Abel Manta, Dórdio Gomes, José de Almada Negreiros, Nadir Afonso, Mário Eloy, Francisco Augusto Metrass, Auguste Rodin, i wielu innych. Muzeum organizuje także wystawy czasowe.
Od 1911 roku Muzeum Chiado zajmuje część starego klasztoru São Francisco (Świętego Franciszka) w Lizbonie, w budynku pochodzącym ze średniowiecza. Adaptacja i renowacje terenów muzealnych w 1994 zostały wykonane przez francuskiego architekta Jean-Michel Wilmotte.